# Antoine Benoit (prêtre)
Ne doit pas être confondu avec Antoine Benoit (réalisateur).
Antoine Benoit, né le 17 décembre 1718 à Mende et mort le 12 octobre 1800 à Pont-Saint-Esprit, est un prêtre et homme politique français. 

## Biographie
Il est curé de Pont-Saint-Esprit lorsqu'il est élu, le 31 mars 1798, représentant du clergé aux États généraux de 1789.